# Gaura mckelveyae
Gaura mckelveyae là một loài thực vật có hoa trong họ Anh thảo chiều. Loài này được (Munz) P.H.Raven & D.P.Greg. mô tả khoa học đầu tiên năm 1972.